# Seleção da Coreia do Norte de Hóquei no Gelo
A Seleção da Coreia do Norte de Hóquei no gelo representa a República Popular Democrática da Coreia nas competições oficiais da FIHG. No Campeonato Mundial de Hóquei no Gelo de 2008 venceu a terceira divisão e disputará a segunda no ano seguinte.

## Lista de jogadores

### Goleiros
- Pak Kun Hyok ( Pyongyang)
- Myong Nam Pae ( Pyongchol)

### Defensores
- Jang Myong Jin ( Susan)
- Kim Jin Hyok ( Ryanggang)
- Kwang Hyok Kim ( Susan)
- Ku Song Min ( Pyongchol)
- Pong Il Ri ( Pyongyang)
- Sun Il Ri ( Pyongyang)

### Atacantes
- Song Il Jong ( Pyongchol)
- Sung Hyok Ju ( Pyongchol)
- Chang Min Kim ( Susan)
- Chol Bom Kim ( Pyongyang)
- Kim Kyong Il ( Pyongchol)
- Mun Chol ( Pyongchol)
- Chol Min Ri ( Pyongyang)
- Ri Kum Song ( Pyongyang)
- Se Gwang Ri ( Pyongyang)
- Chung Song Song ( Pyongchol)

### Comissão Técnica
- Chang Dok Pak - Técnico
- Pong Chol Yun
- Kil Nam Kim
- Yong Chol Ri
- Yong Chol Jong
- Chol Ho Kim